# 荒野の洗礼者聖ヨハネ (ボス)
『荒野の洗礼者聖ヨハネ』（こうやのせんれいしゃせいヨハネ、蘭: Johannes de Doper in de wildernis、英: St. John the Baptist in the Wilderness）、または『瞑想する洗礼者聖ヨハネ』（めいそうするせんれいしゃせいヨハネ、西: San Juan Bautista en meditación）は、初期ネーデルラント絵画の巨匠ヒエロニムス・ボスが1489年ごろ、板上に油彩で制作した絵画である。本来は、スヘルトーヘンボスのシント・ヤンス聖堂の祭壇画を構成していた作品である。ボスは、聖人を前景に単身で置き、背景に自然の景観を配した一連の聖人画を描いたが、この作品もその1つである。作品は、マドリードのラサロ・ガルディアーノ美術館に所蔵されている。

## 祭壇画

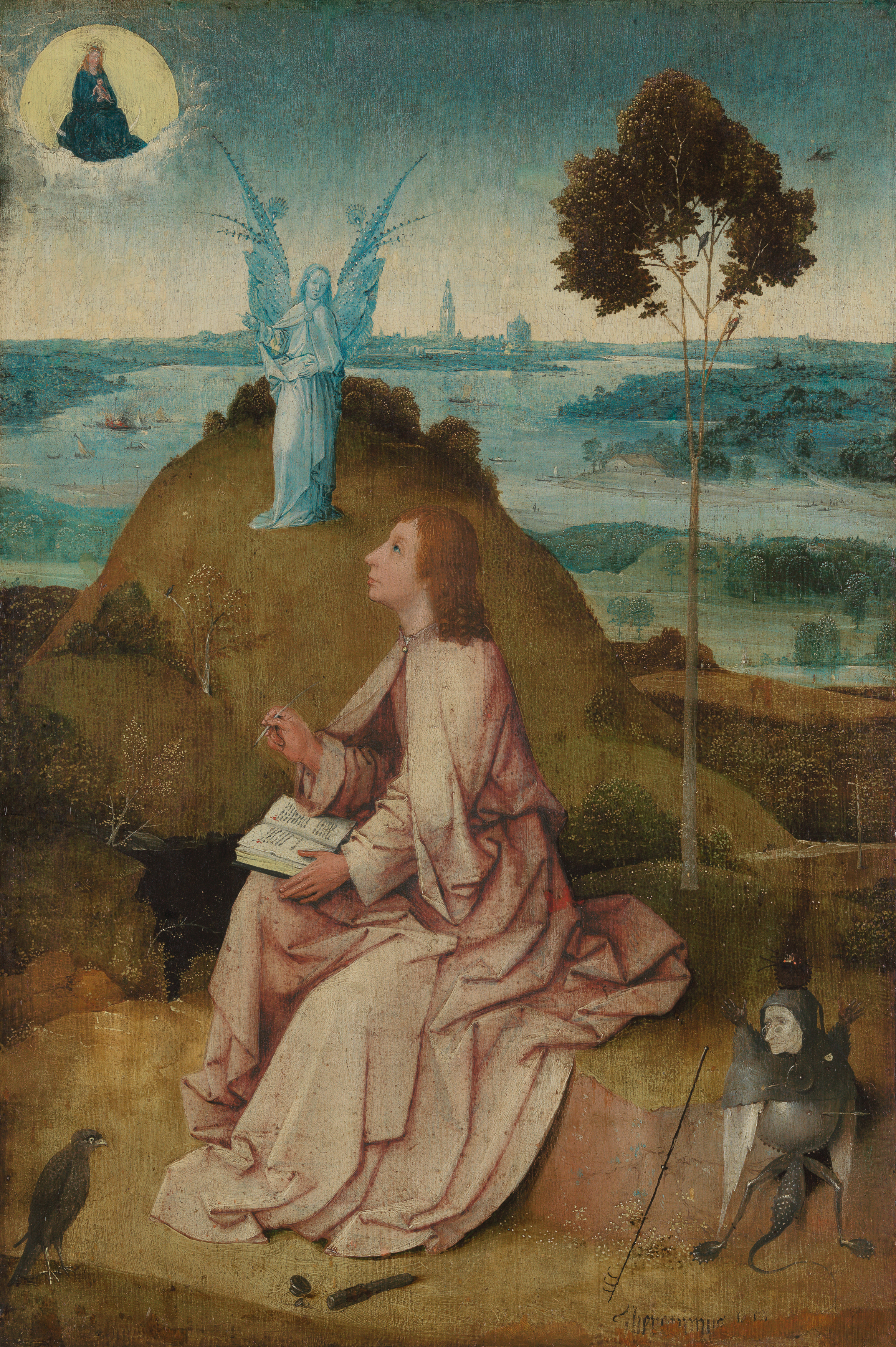
ヒエロニムス・ボス『パトモス島の聖ヨハネ』 (1488年以降)、 絵画館 (ベルリン)

この作品は、スヘルトーヘンボスのシント・ヤンス聖堂内の聖母マリア兄弟会の礼拝堂用の祭壇画の一部であったが、おそらく、この祭壇は、17世紀にスヘルトーヘンボスに及んだ宗教画の制限を求めるプロテスタントの波により失われた。
祭壇画は、本作のほかに『パトモス島の聖ヨハネ』 (ベルリン絵画館)、そして、失われたアドリアン・ファン・ウェセルによる木彫群により構成されていた。この祭壇画は二重扉を持つ構造で、シント・ヤンス聖堂と聖母マリア兄弟会にとって守護聖人として縁のある洗礼者聖ヨハネを表す本作の『荒野の洗礼者聖ヨハネ』と、福音書記者聖ヨハネを表す『パトモス島の聖ヨハネ』の2点は、祭壇画上部の小さな扉絵だったようである。しかし、2作品は支持体が同じではなく、確定的なものではない。両作が対作品であるとすれば、『荒野の洗礼者聖ヨハネ』は左翼パネルであり、縦が13センチほど切断されたことになる。この場合、真のキリスト教徒にいたる2つの道程のうち、本作は「瞑想的な生」を、『パトモス島の聖ヨハネ』は「活動的な生」を表すに違いない。

## 作品

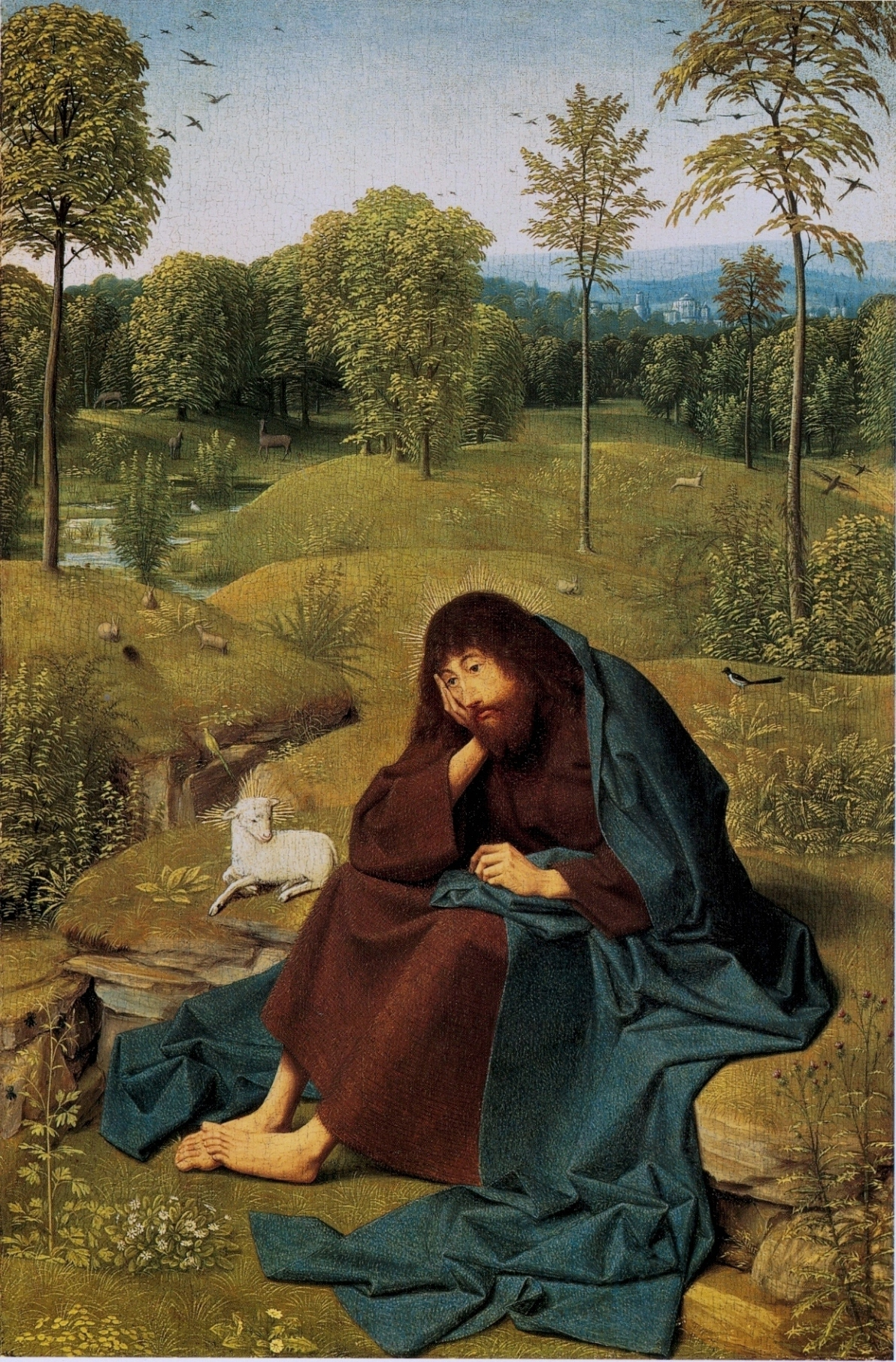
ヘールトヘン・トット・シント・ヤンス 『荒野の洗礼者聖ヨハネ』 (1490年)、 絵画館 (ベルリン)

洗礼者聖ヨハネはイエス・キリストに洗礼を施した聖人で、荒野で説教したと伝えられる。本作において、髯を生やした壮年の聖人は赤い長衣を身につけ、奇妙な岩山のある山野を背景に岩の上に頬杖をついている。明らかに瞑想する姿である。右手を彼のアトリビュート (人物を特定するもの) である仔羊に向けて、あたかも「見よ、神の仔羊」とキリストの到来を予告しているかのようである。
聖ヨハネのそばには、茎が長く伸びた毒々しい植物がある。まぎれもなく悪の象徴で、悪に囲まれた聖人の孤独を際立たせている。その毒のある大きな果実は肉欲の象徴であり、それを鳥がついばんでいるが、科学調査によると当初はここに跪く寄進者がいて、聖人のほうを向いていた。それが上塗りされて、おそらくボス自身の手で奇怪な植物に変更されたと思われる。
なお、ハールレムの画家ヘールトヘン・トット・シント・ヤンスの『荒野の洗礼者聖ヨハネ』 (ベルリン絵画館) は、本作と類似したところがある。影響関係は考えられるが、両作品の制作年代は明確でなく、即断はできない。
ヘールトヘンの作品では聖ヨハネは座って、一方の足で他方の足をこすりながら、忘我の状態で前方を凝視しているが、ボスの本作では聖ヨハネは、右下にうずくまっている神の仔羊を警告するように指さしている。この身振りは、聖ヨハネをキリストの先触れとする伝統的な解釈を表現しているが、同時に肉欲に支配された生活に対する精神的な二者択一を示すものでもある。前述のように、肉欲は聖人のそばにある大きな果実によって象徴されている。